# Horné Semerovce
Horné Semerovce és un poble i municipi d'Eslovàquia que es troba a la regió de Nitra, al sud-oest del país.
La primera menció escrita de la vila es remunta al 1276.

## Demografia
| Godina             | 1994 | 2004   | 2014   | 2024   |
| ------------------ | ---- | ------ | ------ | ------ |
| Nombre de persones | 638  | 625    | 612    | 640    |
| Diferència         |      | −2,03% | −2,08% | +4,57% |

| Godina             | 2023 | 2024   |
| ------------------ | ---- | ------ |
| Nombre de persones | 633  | 640    |
| Diferència         |      | +1,10% |